# Panos Panay (Microsoft)
Panos Costa Panay ( grec moderne : Πάνος Κώστα Παναή   ) est un dirigeant d'entreprise américain et chef de produit pour les appareils Windows+ chez Microsoft ,,. Il supervise le développement des produits Surface et du matériel connexe, ainsi que le système d'exploitation client Windows. 
Panay a présenté Windows 11 sur le blog Windows Experience le 24 juin 2021.

## Vie privée
Panay a obtenu un MBA à l'Université Pepperdine et un B.Sc. à l'Université d'État de Californie, Northridge.
Il est d'origine chypriote grecque. Son cousin germain, Panos (Andreas) Panay, est un entrepreneur musical.

## Carrière
Panay était responsable des dispositifs électromécaniques chez NMB Technologies (une filiale de MinebeaMitsumi ) dans le Michigan de 2000 à 2004.

### Microsoft
Panay a rejoint Microsoft en 2004. Panay est parfois considéré comme le "père" de la marque Surface,,.